# El Marsa (Algeri)
El Marsa è un comune dell'Algeria, situato nella provincia di Algeri.